# Alireza Mohmadi
Alireza Mohmadi (Izeh, 1 de janeiro de 2002) é um lutador de estilo greco-romana iraniano.

## Carreira
No Campeonato Asiático de 2023, Mohmadi derrotou seu rival chinês Zhejiang Halishan por 7–0 nas quartas de final da competição de 82 kg e chegou às semifinais. Ele perdeu por 8–0 para Akilbak Talantbikov do Quirguistão e chegou à disputa pelo terceiro lugar. Mehdi derrotou Rohit Dahia da Índia por 5–1 para ganhar a medalha de bronze.
Alireza competiu no evento do Campeonato Mundial de Wrestling de 2023 em Belgrado, Sérvia, e ganhou a medalha de prata. Alireza Mehdi derrotou o sérvio Branko Kovacevic por 8–0 nas oitavas de final do grappling masculino de 82 kg na última rodada e avançou para as quartas de final. O medalhista de bronze mundial derrotou o ucraniano Yaroslav Filchakov por 4–1 para chegar às semifinais. Mehdi derrotou o moldavo Mihail Brado por 5–1 e chegou à final. O campeão mundial e medalhista de bronze olímpico Refik Huseynov do Azerbaijão foi derrotado por 2–1 e ganhou a medalha de prata.
Ele competiu no Torneio de Qualificação Olímpica de Luta Livre Asiática de 2024 em Bishkek, Quirguistão, e garantiu uma vaga para o Irã nas Olimpíadas de Verão de 2024 em Paris, França. Nos Jogos, conseguiu a medalha de prata após confronto na final contra o búlgaro Semen Novikov.